# Traverse Matane - Baie-Comeau - Godbout
 (mars 2025).
La mise en forme du texte ne suit pas les recommandations de Wikipédia : il faut le « wikifier ».
Les points d'amélioration suivants sont les cas les plus fréquents. Le détail des points à revoir est peut-être précisé sur la page de discussion.
- Les titres sont pré-formatés par le logiciel. Ils ne sont ni en capitales, ni en gras.
- Le texte ne doit pas être écrit en capitales (les noms de famille non plus), ni en gras, ni en italique, ni en « petit »…
- Le gras n'est utilisé que pour surligner le titre de l'article dans l'introduction, une seule fois.
- L'italique est rarement utilisé : mots en langue étrangère, titres d'œuvres, noms de bateaux, etc.
- Les citations ne sont pas en italique mais en corps de texte normal. Elles sont entourées par des guillemets français : « et ».
- Les listes à puces sont à éviter, des paragraphes rédigés étant largement préférés. Les tableaux sont à réserver à la présentation de données structurées (résultats, etc.).
- Les appels de note de bas de page (petits chiffres en exposant, introduits par l'outil «  Source ») sont à placer entre la fin de phrase et le point final[comme ça].
- Les liens internes (vers d'autres articles de Wikipédia) sont à choisir avec parcimonie. Créez des liens vers des articles approfondissant le sujet. Les termes génériques sans rapport avec le sujet sont à éviter, ainsi que les répétitions de liens vers un même terme.
- Les liens externes sont à placer uniquement dans une section « Liens externes », à la fin de l'article. Ces liens sont à choisir avec parcimonie suivant les règles définies. Si un lien sert de source à l'article, son insertion dans le texte est à faire par les notes de bas de page.
- La présentation des références doit suivre les conventions bibliographiques. Il est recommandé d'utiliser les modèles {{Ouvrage}}, {{Chapitre}}, {{Article}}, {{Lien web}} et/ou {{Bibliographie}}. Le mode d'édition visuel peut mettre en forme automatiquement les références.
- Insérer une infobox (cadre d'informations à droite) n'est pas obligatoire pour parachever la mise en page.

Pour une aide détaillée, merci de consulter Aide:Wikification.
Si vous pensez que ces points ont été résolus, vous pouvez retirer ce bandeau et améliorer la mise en forme d'un autre article.
 (mars 2025).
Si vous disposez d'ouvrages ou d'articles de référence ou si vous connaissez des sites web de qualité traitant du thème abordé ici, merci de compléter l'article en donnant les références utiles à sa vérifiabilité et en les liant à la section « Notes et références ».
La traverse Matane—Baie-Comeau—Godbout est l'un des différents services de traversiers offert par la Société des traversiers du Québec, une société d'État du gouvernement du Québec. La traverse relie la ville de Matane, au Bas-Saint-Laurent, à Baie-Comeau et Godbout sur la Côte-Nord. Ce lien maritime offre un service à l'année longue et occupe une place importante dans l'économie des deux rives.

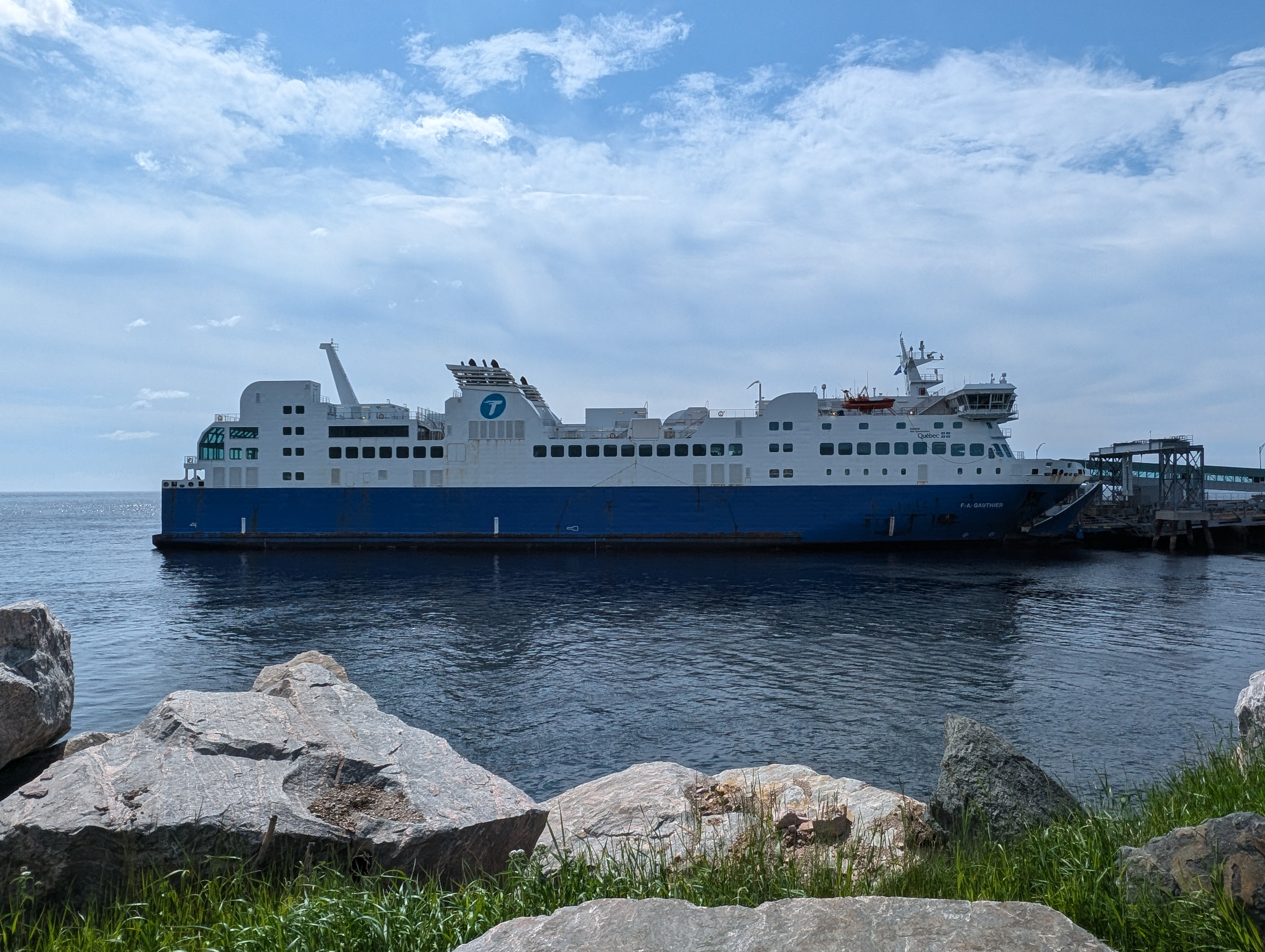
Le N.M. F.-A.-Gauthier est le navire offrant actuellement le service de traverse pour la Société des traversiers du Québec.

## Histoire
La traverse Matane—Baie-Comeau—Godbout a été fondée en 1959, à Matane, par un groupe d'affaires mené par Félix-Adrien Gauthier et par le capitaine Henri Piuze, nommé La Traverse Matane-Godbout Limitée. Ils obtiennent un permis leur permettant de naviguer en octobre puis lance la construction d'un premier navire aux chantiers maritimes George Brown Limited de Greenock, en Nouvelle-Écosse. Ce premier navire est nommé le N.M. N.A.-Comeau en hommage à Napoléon-Alexandre Comeau. Il a une capacité de 100 passagers et 38 véhicules. Il arrive à Matane le 12 juin 1962. Quelque temps à peine après le début de ses activités, les dirigeants octroient un contrat de 2 400 000 $ au Chantier Davie, à Lévis, pour la construction d'un second traversier plus imposant. En juin 1966, le N.M. Sieur D'Amours arrive à Matane. Ce nouveau navire, nommé en l'honneur du premier seigneur de la seigneurie de Matane, a une capacité de 300 passagers et 55 voitures.

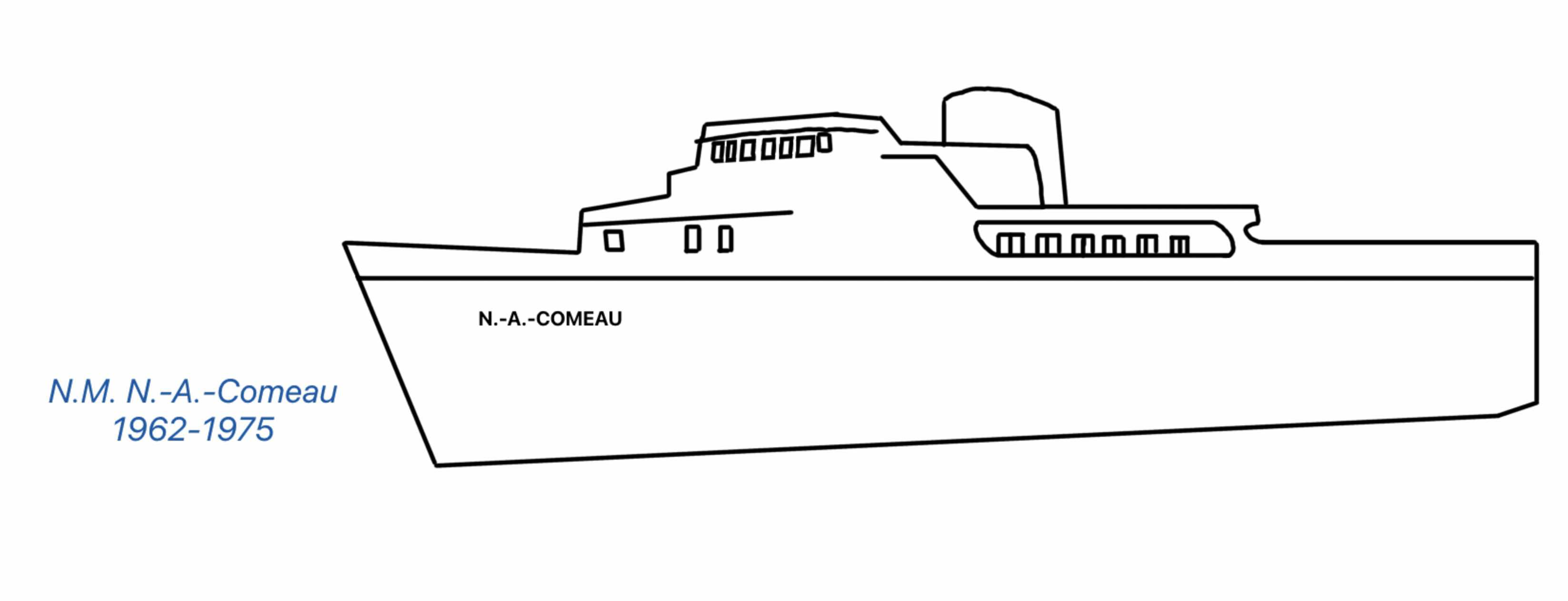
Illustration du N.M. N.-A.-Comeau

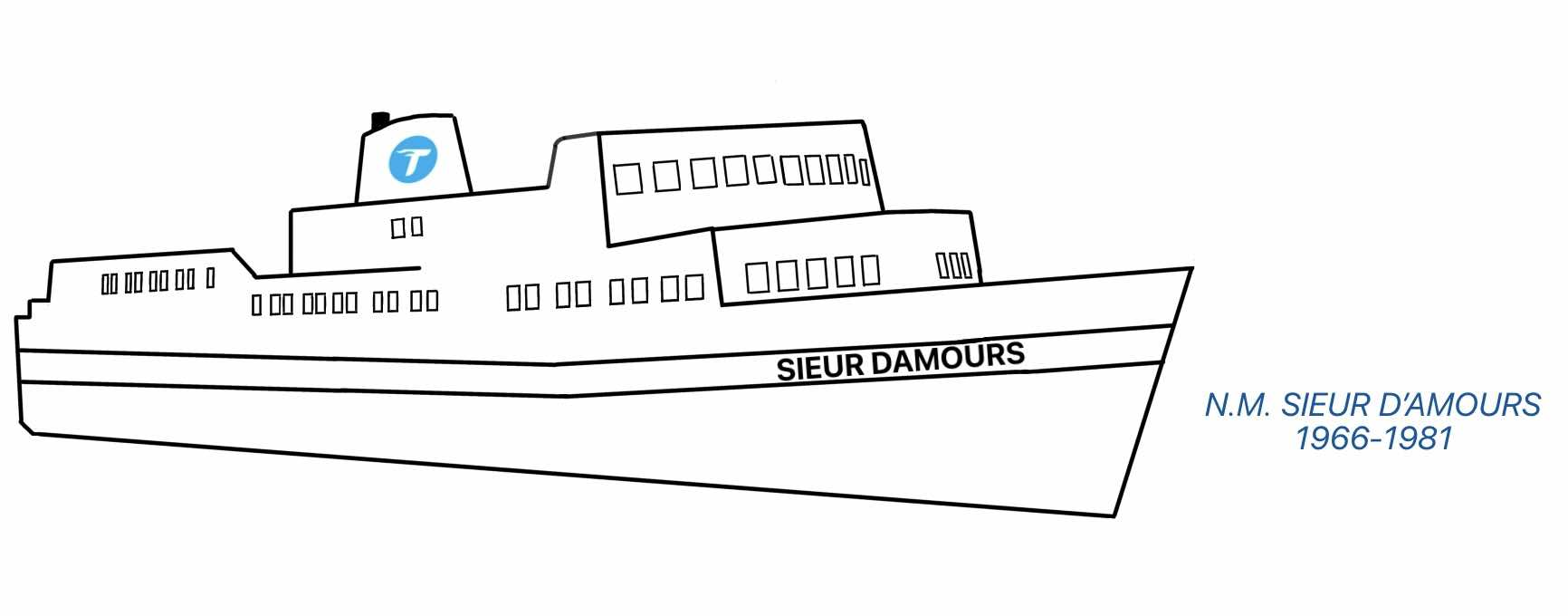
Illustration du N.M. Sieur D'amours

### Arrivée du gouvernement du Québec
En 1970, le Sieur D'Amours commence à offrir un service partiel l'hiver. On commence cependant à réfléchir à la construction d'un vrai navire de type brise-glace pour offrir un service fiable dans les conditions hivernales difficile de l'estuaire du Saint-Laurent. Une telle décision de construire un navire de ce genre confirmerait le statut de La Traverse Matane-Godbout Limitée comme lien maritime de première importance pour lier les deux régions éloignées face à Pointe-au-Père, déjà affaiblie depuis l'arrivée du Sieur D'Amours. Les paliers régionaux, provincial et fédéral se consultent et décident que le service de traversier sera centralisée à Matane. Le gouvernement du Québec annonce donc la construction d'un traversier brise-glace, dont il sera l'unique propriétaire, qui débutera en novembre 1972, aux chantiers de la Marine Industries Limitée à Sorel-Tracy. Ce nouveau navire est nommé en hommage au premier médecin de la Basse Côte-Nord, Camille Marcoux. Son arrivée, le 17 mars 1975, marque le retrait du N.A.-Comeau, devenu obsolète. La capacité du nouveau N.M. Camille-Marcoux est de 600 passagers et 114 véhicules. Le Sieur D'Amours reste de service jusqu'en 1981 et sera vendu en 1984 à la Puddister Shipping Limited où il relira Blanc-Sablon et  St. Barbe.
En 1976, alors propriétaire du N.M. Camille-Marcoux et en mouvement de nationalisation de différentes traverses à travers le Québec, le gouvernement du Québec, via la Société des traversiers du Québec se porte acquéreur de La Traverse Matane-Godbout Limitée.
En 1979, les deux navires ne suffisent pas a répondre à la demande, si bien que le N.M. Camille-Marcoux est agrandi, il passe de 106 à 120 véhicules.
Après un ralentissement en 1981 qui mène à la vente du Sieur D'Amours, une importante hausse de l'achalandage frappe la traverse en 1988 et oblige la STQ à louer les services du N.M. John-Hamilton-Gray en période estivale. Il est rappelé en 1990, en 1991 malgré les feux de forêts à Baie-Comeau et en 1992. Entre 1998 et 2000, en période estivale, c'est le N.M. Félix-Antoine-Savard qui vient prêter main-forte au Marcoux, après une augmentation de 91% de la demande de transport lourd en 1998. En 1992, 1994 et en 2001 le N.M. Camille-Marcoux offre un service 24h/24 afin de répondre à la demande. Le gouvernement du Québec annonce, en 1994, l'intention de construire un navire supplémentaire pour la traverse. Il faudra attendre 2010 avant l'annonce d'un nouveau navire pour la traverse.

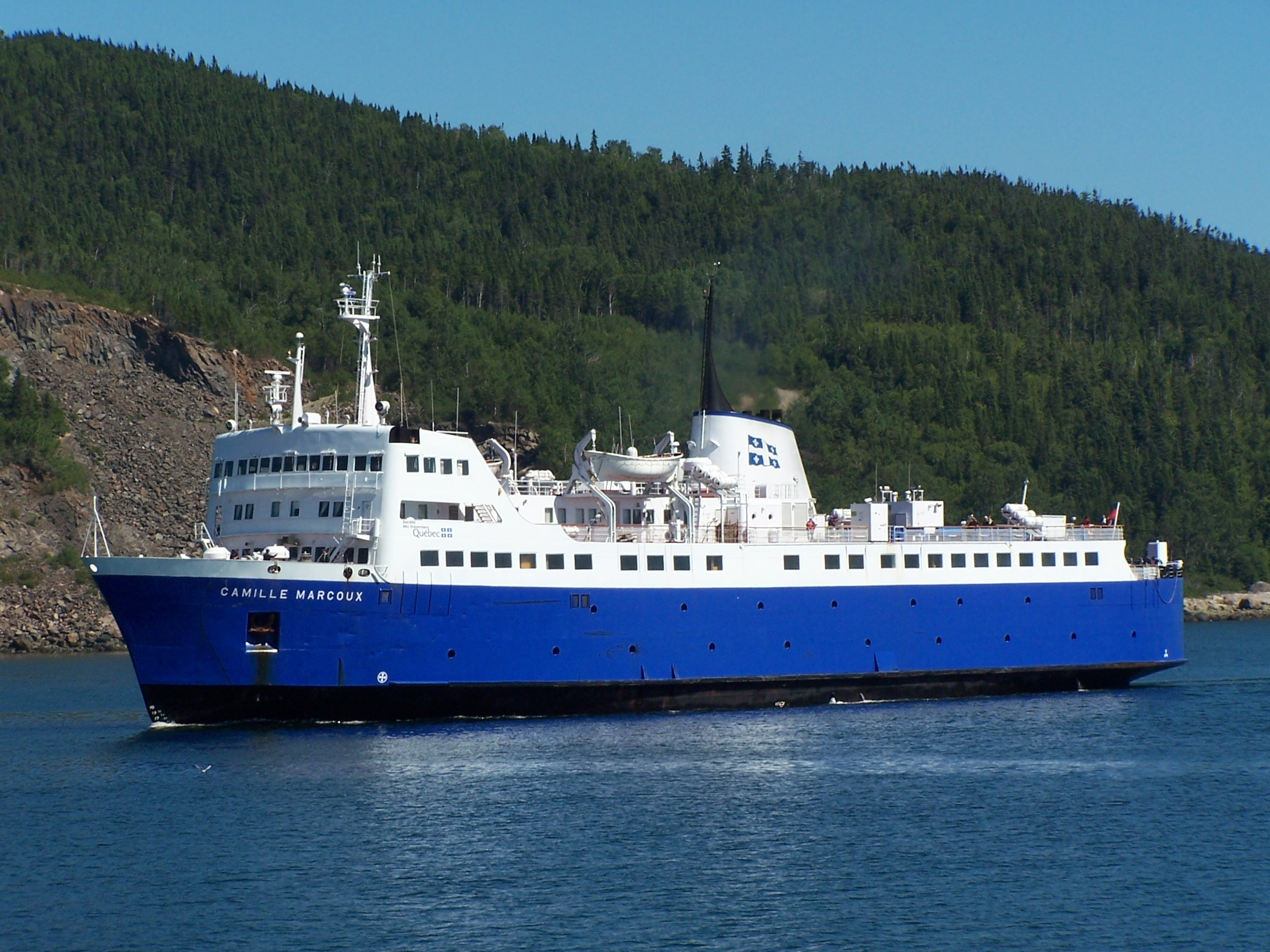
Le N.M. Camille-Marcoux à offert le service pour la Société des traversiers du Québec durant de nombreuses années avant son retrait en 2015.